# Román Martínez
Román Fernando Martínez Scharner (Morón, Buenos Aires, Argentina, 27 de marzo de 1983) es un exfutbolista argentino. Jugaba de volante y su primer equipo fue Morón.

## Trayectoria
Surgió de las inferiores de Morón, debutando en el año 2000. Tras varias temporadas jugando para ese club en la Primera B, fue fichado por Arsenal de Sarandí de la Primera División de Argentina.
En 2006, bajó una categoría para jugar en Tigre. En su primera temporada con el Matador, el equipo logró el ascenso a la máxima categoría por primera vez desde 1980. Tras una temporada exitosa, incluyendo un subcampeonato en el Torneo Apertura 2007, fichó con el RCD Espanyol de la Primera División de España. Beneficiado por los frecuentes problemas físicos de Iván de la Peña, logró cierta continuidad con el club catalán, incluyendo tres goles en igual cantidad de victorias consecutivas entre abril y mayo de 2009.
Antes del comienzo de la siguiente temporada, fue cedido a préstamo al recientemente ascendido CD Tenerife. Tuvo una campaña irregular, en la que alternó entre el equipo titular y el banco de suplentes, y el equipo canario perdió nuevamente la categoría.
Tras el descenso, regresó a Tigre en calidad de cedido. En 2012 fue nuevamente subcampeón con el club de Victoria.
En junio de 2015, tras quedar libre en Estudiantes de la Plata, firmó contrato por un año con Lanús. En mayo de 2016 con Jorge Almirón como técnico, gana su primer título como futbolista al derrotar en la final del torneo a San Lorenzo por 4-0. En noviembre de 2017 disputa la final de la Copa Libertadores con Lanús frente a Grêmio de Porto Alegre perdiendo por 3-1 en el global. 
El 29 de junio de 2018 firma nuevamente contrato con Morón cumpliendo el sueño de jugar junto a su hermano Nicolás Martínez, en el club que los vio crecer. Tras seis partidos uno por Copa Argentina y cinco por el Nacional B, decidió rescindir al asegurarle desde el club que no podían seguir pagando el contrato firmado previamente por ambas partes. El futbolista pretendía que el club le pague la devaluación sufrida por el dólar en esos meses. 
Luego de que Jorge Almirón asumiera en San Lorenzo, el jugador fue contactado para jugar con el Ciclón en la segunda mitad de temporada 2018-19.
En julio de 2019, es fichado por  Aldosivi. Al no tener la continuidad deseada, decide rescindir su contrato con la entidad marplatense en 2020.
A mediados de 2020 volvió nuevamente a Tigre, club en donde es ídolo.
A inicios del 2021 se le informo que no será tenido en cuenta, por lo que acordó sumarse a Cañuelas para disputar la Primera B.
A principios del 2022 llegó a Riestra, club con el que no llegó a disputar ningún partido debido a que dejó la institución a un mes de haber fichado.
Luego de estar sin equipo durante el 2022, Martínez confirmó su retiro el 26 de julio por medio de una carta publicada en sus redes sociales.

## Estadísticas
| Equipo                       | Div.                | Temporada           | Liga     | Liga  | Copa Nacional | Copa Nacional | Copa Internacional | Copa Internacional | Total    | Total |
| Equipo                       | Div.                | Temporada           | Partidos | Goles | Partidos      | Goles         | Partidos           | Goles              | Partidos | Goles |
| Deportivo Morón Argentina    | 3.ª                 | 1999/03             | 64       | 6     | -             | -             | -                  | -                  | 64       | 6     |
| Deportivo Morón Argentina    | 2.ª                 | 2018/19             | 5        | 1     | 1             | 1             | -                  | -                  | 6        | 2     |
| Deportivo Morón Argentina    | Total               | Total               | 69       | 7     | 1             | 1             | -                  | -                  | 70       | 8     |
| Arsenal de Sarandí Argentina | 1.ª                 | 2004/07             | 11       | 0     | -             | -             | -                  | -                  | 11       | 0     |
| Arsenal de Sarandí Argentina | Total               | Total               | 11       | 0     | -             | -             | -                  | -                  | 11       | 0     |
| Tigre Argentina              | 1.ª                 |                     |          |       |               |               |                    |                    |          |       |
| Tigre Argentina              | 1.ª                 | 2007/08             | 36       | 7     | -             | -             | -                  | -                  | 36       | 7     |
| Tigre Argentina              | 1.ª                 | 2010/11             | 24       | 3     | -             | -             | -                  | -                  | 24       | 3     |
| Tigre Argentina              | 1.ª                 | 2011/12             | 35       | 4     | -             | -             | -                  | -                  | 35       | 4     |
| Tigre Argentina              | 2.ª                 | 2020                | 3        | 0     | -             | -             | 2                  | 0                  | 5        | 0     |
| Tigre Argentina              | Total               | Total               | 98       | 14    | -             | -             | 2                  | 0                  | 100      | 14    |
| RCD Espanyol · España        | 1.ª                 | 2008/09             | 32       | 5     | 4             | 2             | -                  | -                  | 36       | 7     |
| RCD Espanyol · España        | Total               | Total               | 32       | 5     | 4             | 2             | -                  | -                  | 36       | 7     |
| CD Tenerife · España         | 1.ª                 | 2009/10             | 23       | 5     | -             | -             | -                  | -                  | 23       | 5     |
| CD Tenerife · España         | Total               | Total               | 23       | 5     | -             | -             | -                  | -                  | 23       | 5     |
| Estudiantes Argentina        | 1.ª                 | 2012-13             | 32       | 6     | 3             | 0             | -                  | -                  | 35       | 6     |
| Estudiantes Argentina        | 1.ª                 | 2013-14             | 28       | 2     | -             | -             | -                  | -                  | 28       | 2     |
| Estudiantes Argentina        | 1.ª                 | 2014                | 13       | 2     | 3             | 1             | 5                  | 0                  | 21       | 3     |
| Estudiantes Argentina        | 1.ª                 | 2015                | 3        | 0     | -             | -             | 3                  | 0                  | 6        | 0     |
| Estudiantes Argentina        | Total               | Total               | 76       | 10    | 6             | 1             | 8                  | 0                  | 90       | 11    |
| Lanús Argentina              | 1.ª                 | 2015                | 16       | 2     | 4             | 1             | 4                  | 0                  | 24       | 3     |
| Lanús Argentina              | 1.ª                 | 2016                | 16       | 5     | -             | -             | -                  | -                  | 16       | 5     |
| Lanús Argentina              | 1.ª                 | 2016-17             | 22       | 2     | 5             | 1             | 2                  | 0                  | 29       | 3     |
| Lanús Argentina              | 1.ª                 | 2017-18             | 11       | 2     | 2             | 0             | 15                 | 0                  | 28       | 2     |
| Lanús Argentina              | Total               | Total               | 65       | 11    | 11            | 2             | 21                 | 0                  | 97       | 13    |
| San Lorenzo Argentina        | 1.ª                 | 2018-19             | 4        | 1     | 3             | 0             | 6                  | 1                  | 13       | 2     |
| San Lorenzo Argentina        | Total               | Total               | 4        | 1     | 3             | 0             | 6                  | 1                  | 13       | 2     |
| Aldosivi Argentina           | 1.ª                 | 2019-20             | 7        | 0     | 0             | 0             | -                  | -                  | 7        | 0     |
| Aldosivi Argentina           | Total               | Total               | 7        | 0     | 0             | 0             | -                  | -                  | 7        | 0     |
| Cañuelas Argentina           | 3.ª                 | 2021                | 12       | 1     | -             | -             | -                  | -                  | 12       | 1     |
| Cañuelas Argentina           | Total               | Total               | 12       | 1     | -             | -             | -                  | -                  | 12       | 1     |
| Deportivo Riestra Argentina  | 2.ª                 | 2022                | 0        | 0     | -             | -             | -                  | -                  | 0        | 0     |
| Deportivo Riestra Argentina  | Total               | Total               | 0        | 0     | -             | -             | -                  | -                  | 0        | 0     |
| Total en su carrera          | Total en su carrera | Total en su carrera | 398      | 51    | 25            | 6             | 37                 | 1                  | 461      | 61    |

## Palmarés

### Campeonatos nacionales
| Título                | Club  | País      | Año  |
| --------------------- | ----- | --------- | ---- |
| Primera División      | Lanús | Argentina | 2016 |
| Copa del Bicentenario | Lanús | Argentina | 2016 |
| Supercopa Argentina   | Lanús | Argentina | 2016 |

### Otros logros
| Logro                      | Club  | País      | Año  |
| -------------------------- | ----- | --------- | ---- |
| Ascenso a Primera División | Tigre | Argentina | 2007 |